# 1349 w literaturze
Wydarzenia literackie w 1349 roku.

## Zmarli
- Richard Rolle, angielski teolog i tłumacz